# روجير فان دير هيد
روجير فان دير هيد (بالهولندية: Rogier van der Heide)‏ هو مصمم إضاءة ومهندس معماري ومهندس هولندي، ولد في 1970 في Bennebroek ‏ في هولندا.

## وصلات خارجية
- الموقع الرسمي